# Chapter 6: Couples Therapy
Chapter 6: Couples Therapy è il settimo album della cantante statunitense Syleena Johnson, pubblicato nel 2014.
| Recensione | Giudizio |
| ---------- | -------- |
| AllMusic   | [ 1 ]    |

## Tracce
1. All This Way for Love – 3:55
2. Fool's Gold (featuring Leela James) – 3:18
3. Heaven in Hell – 3:18
4. My Love – 3:58
5. If I Was Your World – 3:57
6. Harmony (featuring Dave Hollister) – 3:48
7. No Beginner (featuring Willie Taylor) – 4:27
8. Boom – 3:57
9. If You Need to Know – 3:55
10. Perfectly Worthless – 3:54
11. Silence – 5:07
12. Unstoppable – 3:39
13. I Cut My Hair – 5:28

## Classifiche settimanali
| Classifica (2014)         | Posizione massima |
| ------------------------- | ----------------- |
| Stati Uniti               | 197               |
| US R&B Albums             | 15                |
| US Top R&B/Hip-Hop Albums | 29                |
| US Independent Albums     | 38                |